# Islamisk arkitektur

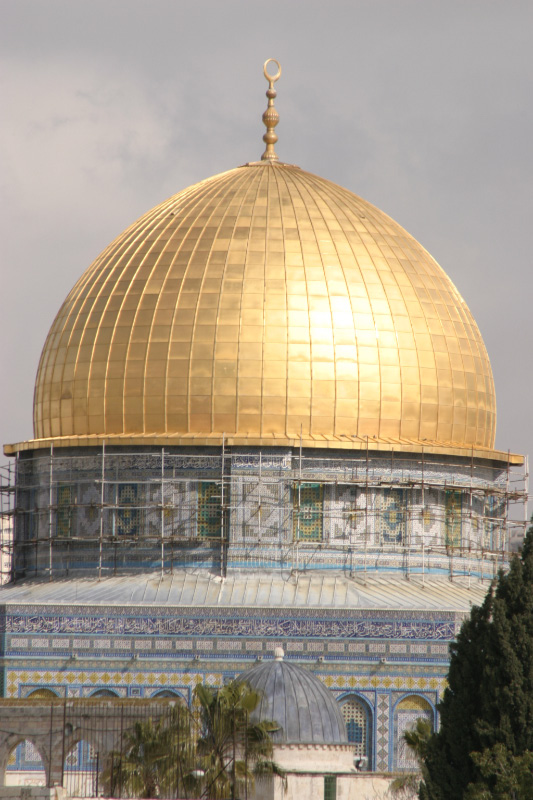
Klippdomen

Den islamiska arkitekturen har av tradition, liksom den islamiska konsten i allmänhet, varit orienterad mot det abstrakta och geometriska. Den bygger i sina huvuddrag vidare på persiska och grekiska traditioner.
Den islamiska kulturtraditionen har en kontinuerlig historia på omkring 1 300 år och en geografisk spridning från Spanien till Indonesien, från centrala Afrika till södra Ryssland. Den rymmer således ett stort antal socialt, kulturellt, politiskt och även religiöst mycket heterogena traditioner, epoker och kulturer som, på olika sätt och i varierande grad, påverkats av den gemensamma muslimska kulturtraditionen. Denna diversifiering i den islamiska arkitekturen visar sig dock främst geografiskt och kronologiskt. Gemensamt med konsten har arkitekturen, förutom det nonfigurativa, flera grunddrag i form av symmetri, yttäckande geometriska mönster, arabesker, kalligrafiska ornament och klara färger. Arkitektoniska drag som återkommer över hela den islamiska världen är den riktningslösa hypostylen, gården med sina fontäner och omgivande välvda nischer, den stora portalen (iwan), den av minareter omgivna kupolen och den rikt dekorerade nischen i moskén (mihrab) som anger böneriktningen (qibla) mot Mecka. 

## Viktiga byggnader
- Kaba i Mekka i Saudiarabien

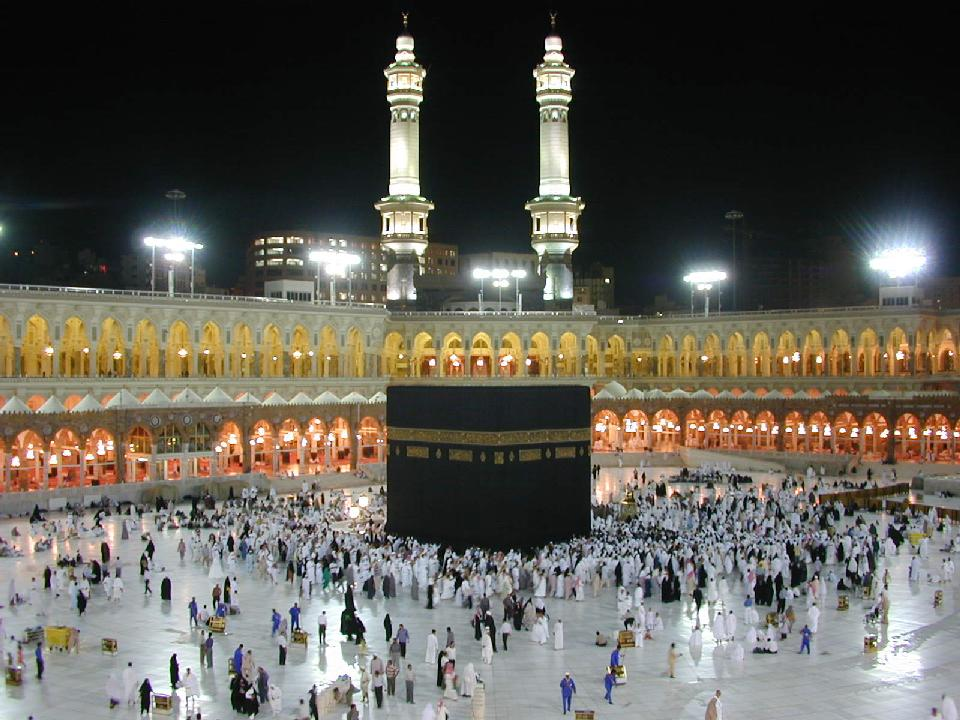
Kaba i Mekka i Saudiarabien

- Profetens moské i Medina i Saudiarabien
- Klippmoskén i Jerusalem i Israel
- Hagia Sofia i Istanbul i Turkiet
- Saïd Naum-moskén i Jakarta i Indonesien
- Topkapipalatset, Süleymaniyemoskén och Blå moskén i Istanbul i Turkiet
- Mezquita i Córdoba i Spanien
- Vita moskén i Visoko i Bosnien-Herzegovina
- Taj Mahal i Agra i Indien
- Fredagsmoskén i Isfahan
- Alhambra i Granada i Spanien

## Historia

### Förhistoria
Den arabiska expansionen innebar att hela det sassanidiska imperiet och en stor del av det bysantinska erövrades av araberna. Inledningsvis var den islamiska arkitekturen en blandning av stilelement från båda dessa mäktiga riken uppblandade med en äldre arabisk tradition. Från den bysantinska arkitekturen hämtade man kupolen på pendentiv och mosaiker. Via Bysans kunde man också ta del av den klassiska, hellenistiska stenarkitekturen med sina kolonner och dess urbana kultur. Genom perserriket fick man traditionen att täcka konstruktioner i tegel och stenflis med mur- och putsbruk, kupoler på tromper, iwaner och tempelscheman från zoroastriska eldtempel.
- Saba

### Umayyaderna (644–750)
Huvudartikel: Umayyadisk arkitektur

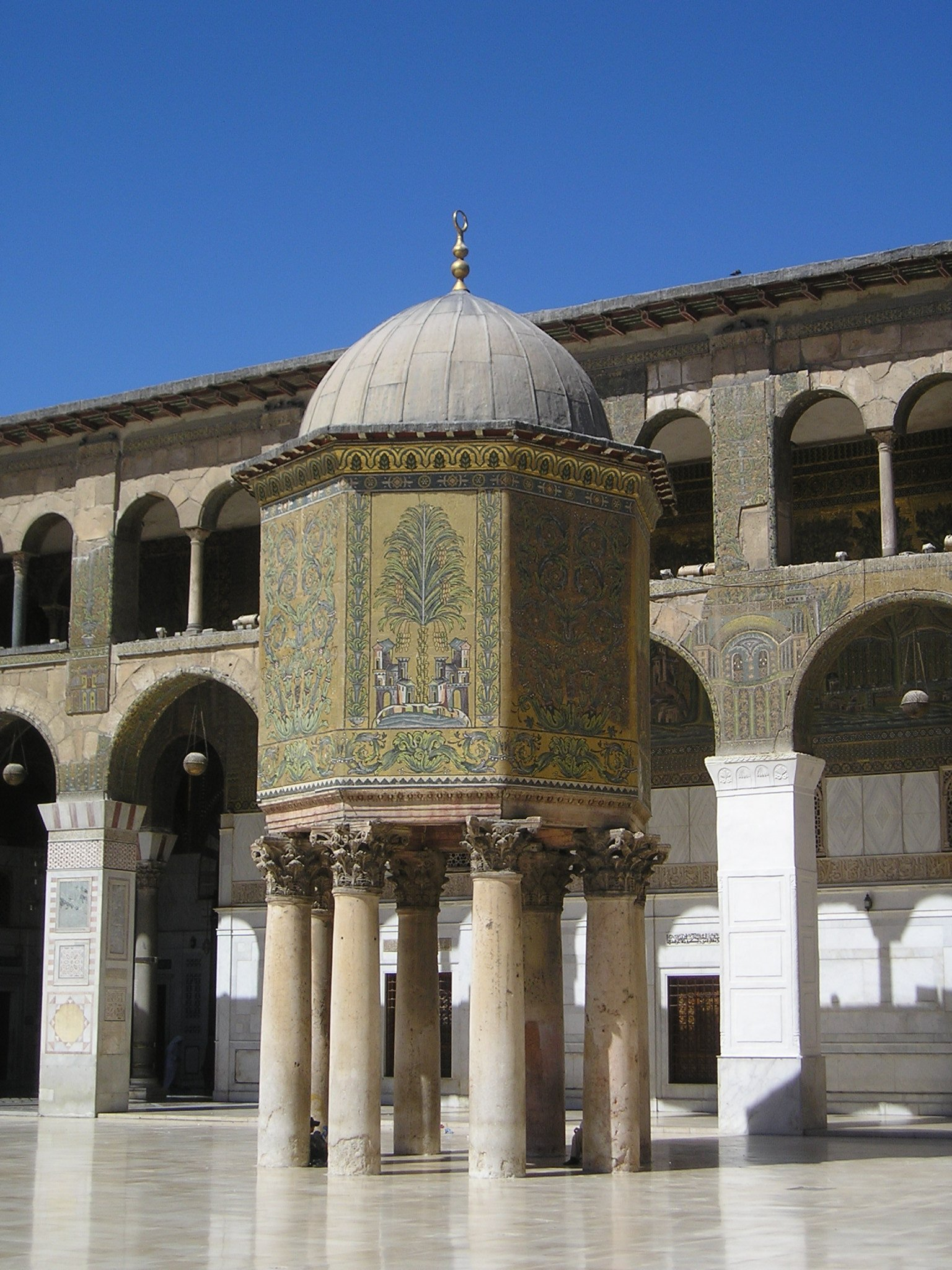
Umayyadmoskén, Damaskus.

Med umayyaddynastin flyttades kalifatets huvudstad till Damaskus, vilket innebar en första kulturell uppblomstring och ett närmande till de stora traditionella kulturområdena. I och med det blev den klassiska arkitekturen den islamiska kulturens utgångspunkt på ungefär på samma sätt som den blev i Europa under medeltiden. 
Det klassiska arvet är mycket påtagligt i de två umayyadiska byggnadsverk som fortfarande finns kvar, i princip i ursprungligt skick: Klippdomen i Jerusalem (691-692) och Umayyadmoskén i Damaskus (705-715). Klippdomen består av en kupol på en oktagonal bas omgiven av sidoskepp, ett schema som också återfinns i många fornkristna kapell. Liksom så ofta i väst uppfördes båda dessa helgedomar på platsen för tidigare helgedomar. I Damaskus inkorporades spolier i form av murar och torn från det romerska Jupitertemplet som också använts för en bysantinsk kyrka och moskén som Walid lät uppföra innehåller många ännu bevarade klassiska element och unika dekorativa mosaiker med växt- och landskapsmotiv. Även de kvarvarande ökenslotten i nuvarande Jordanien utgör bra exempel på tidig islamsk arkitektur.
Till traditionerna från sasaniderna och Bysans tillkom unikt islamiska kännemärken. Man började överge den figurativa bildkonsten i den sakrala arkitekturen till förmån för geometriska dekorationer och kalligrafisk ornamentik. När man införde den nu gällande böneriktningen introducerade man också i moskéerna den nisch som angav riktningen och minareten för att kalla de troende till bön.
Med romerska härläger som prototyp uppfördes många residens kring Damaskus. Dessa slott måste ha fungerat som en kombination av befästa handelsstationer och idylliska slott som erbjöd en tillflyktsort undan livet i städerna. De dekorerades med fresker och mosaiker i samma klassiska stil som det ännu fanns gott om i Konstantinopel och reliefer och skulpturer i sten och stuck i en teknik som importerats från sasanidernas Persien. Till skillnad från i den religiösa arkitekturen rådde inget bildförbud i profana sammanhang och palatsen är därför fulla av bildsviter.
Hisham uppförde Khirbat al-Mafjar i Jordandalen som sitt privata palats 724-743. Hans efterträdare Walid lät täcka väggar, golv och tak med stuckoarbeten, mosaiker, fresker och stenreliefer. Palatset övergavs strax efter Walids död och utgör en provkarta på de kulturer som utövade ett starkt inflytande på den tidiga islamiska arkitekturen och konsten. Den bysantinska arkitekturen har utgjort en viktig förebild för de välvda rummen och absiderna i fasaderna med förlagor i det koptiska Egypten. Mosaikerna hör till en syrisk tradition medan stuckoarbetena ger en antydan om det växande inflytandet från det sasanidiska Iran. Walid fyllde rummen med realistiska skulpturer i naturlig skala, målade i naturalistiska färger. Dessa skulpturer hade centralasiatiskt ursprung och förekom i den islamiska konsten, i palatsen såväl som på offentliga platser, ända fram till början på 1200-talet.
Resterna av det bysantinska och sasanidiska inflytandet kan fortfarande ses i det som återstår av många av dessa palats. I ruinerna efter de båda palatsen i Qasr al-Hayr mellan Damaskus och Palmyra ligger fortfarande bysantinska kolonner och i al-Mshatta utanför Amman i Jordanien finns fyra sasanidiska iwaner (valv) och palatsets rika fasaddekorationer finns idag i Berlin.

### Abbasiderna (749-1258)
Huvudartikel: Abbasidisk arkitektur
Abbasiderna revolterade mot umyyaderna och flyttade huvudstaden till Bagdad 750 och Al-Mansur (754 - 775) gav staden en rund stadsplan med en radie på två kilometer. Staden växte dock snart utanför dessa murar och blev en av de största städerna världen dittills skådat. I stort sett alla spår av denna stad utplånades 500 år senare av mongoler. Inre splittring gjorde att al-Ma'mun (813-833) upprättade en lojal armé av turkiska mamluker, ett initiativ som stärkte hans ställning, men som i längden utgjorde början på slutet för dynastin. Hans efterträdare, al-Mu'tasim (833 - 842), flyttade huvudstaden till Samarra norr om Bagdad och de abbasidiska kaliferna residerade där 836-892. 
Al-Mu'tasim lät uppföra palatset Jawsaq al-Khaqani. Detta stora muromgärdade komplex var organiserat kring en central axel som sträckte sig fasaden mot floden i väster med sina tre valv, (iwaner), passerade flera gårdar och trädgårdar omgärdade av bostadskomplex och badanläggningar för att utmynna i en stor allé. Palatset var byggt i tegel och rymde påkostade stuck- och snideriarbeten – en helt ny typ av palats utan tidigare förebilder i den islamiska världen.
Den store byggherren al-Mutawakkil (847 - 861) gjorde på mycket kort tid Samarra till en av världens största städer och uppförde där ett tjugotal stora palats och världens då största moské, al-Mutawakkil-moskén , med en 55 meter hög spiralformad minaret med tydliga mesopotamiska förlagor. Moskéns stora hypostyl blev en förebild för moskéer i hela världen och även bruket av kupoler med tromper härstammar från denna tid. Han uppförde även al-Ja'fariyya-moskén (859-861)  där den moskén med T-plan introducerades. 
al-Mutawakkils palats Balkuwara (849-59)  inkluderade tre stora gårdar, nio pelarhallar, flera moskéer och omgärdades av en kvadratisk mur med sidor på över en kilometer. En central axel mellan huvudentrén med sin kolossalordning och det högt belägna tronrummet dominerade palatset. På axeln låg en central hall omgiven av fyra audienshallar, ett arrangemang med persiska förlagor. Palatset byggdes i tegel med portiker i trä, välvda tak och de många nischerna var rikligt dekorerade med fresker, stuckarbeten och färgade glasfönster.
I Samarra uppförde al-Mutawakkils efterträdare Al-Muntasir (861 - 862) Qubbat al-Sulaibiyya 862, det första monumentala, islamiska mausoleet .
Både umayyaderna och abbasiderna uppförde flera palats i ar-Raqqa i Syrien . Skillnaden mellan dynastiernas palats syns tydligt i ar-Raqqa. Hishams (724-743) palats är centrerat kring en stor gård och omgärdas av en tjock mur med fyra runda torn i hörnen. Harun al-Rashid (786-809) uppförde ett 10 km² stort palats i tegel norr om staden med en central gård omgiven på alla fyra sidor av iwaner. Prakten vid hovet i ar-Raqqa var omvittnad långt bortom den islamiska världen.
Av den abbasidiska arkitekturen återstår idag nästan bara fragment och ruiner.
Nordafrika
Uqba ibn Nafi inledde de islamiska erövringarna i Nordafrika 670 och grundade Sousse i dagens Tunisien, som skulle bli islams fjärde heligaste stad och periodvis Nordafrikas administrativa, ekonomiska och kulturella centrum under flera sekel. Staden blev en viktig destination för många pilgrimer och försågs med flera moskéer, varav den största och viktigaste var Sid Okba-moskén genom vilken T-planen introducerades i västra Medelhavet. Den drygt 30 meter höga minareten uppfördes 724-28 och är den äldsta som fortfarande står. Den stora gården omges av en peristyl med lätt spetsiga bågar som uppbärs av slanka, parkopplade kolonner. Dessa kolonner, liksom minaretens bas, består av delar av betydligt äldre romerska och bysantinska byggnader.
- Stora moskén i Sousse
- Ribat i Sousse

- ibn-Tulun-moskén i Kairo i Egypten

### Fatimiderna
- Kairouan, Tunisien
- Susa, Tunisien

### Andalusisk

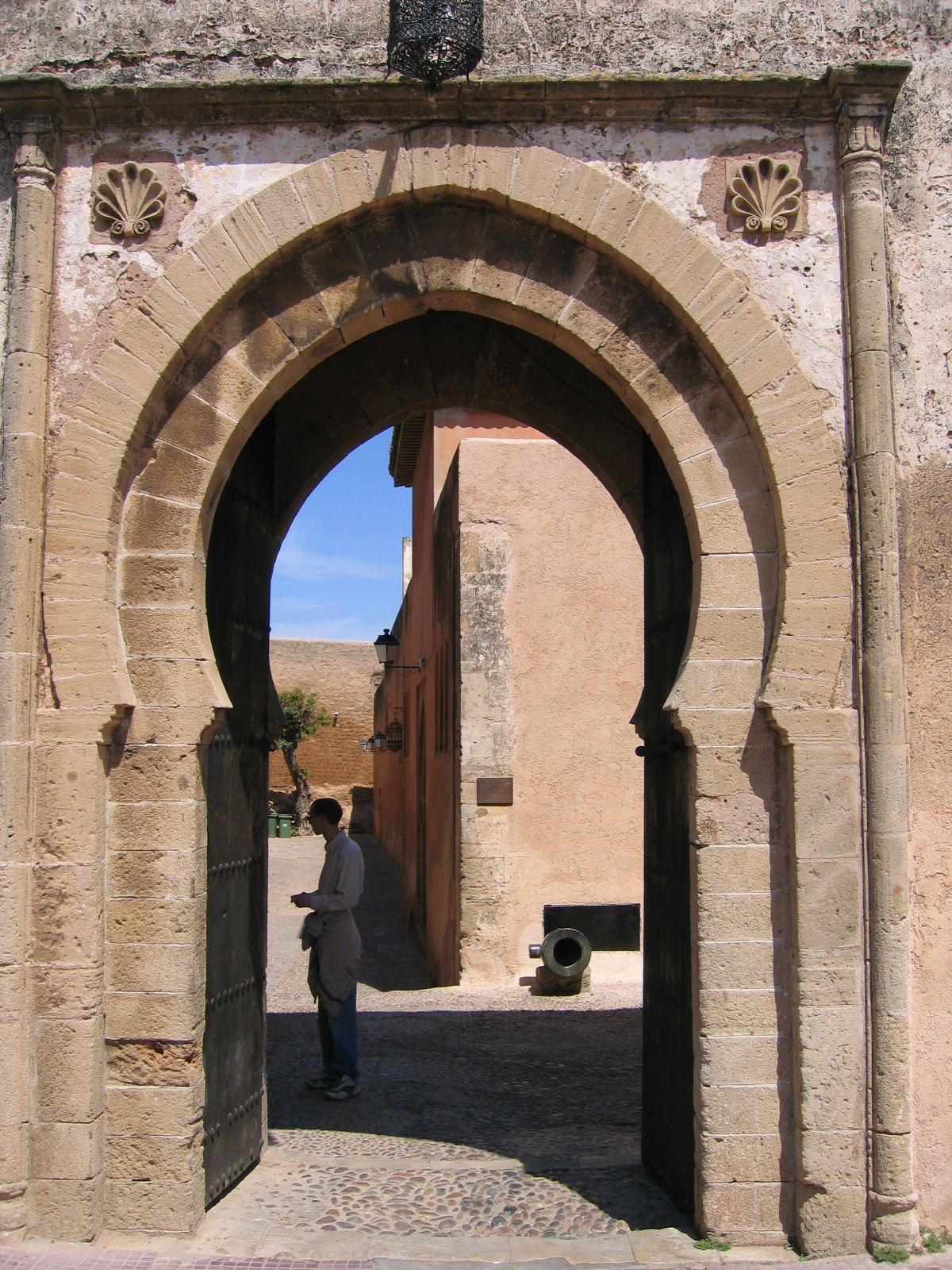
Morisk portik i Rabat

Uppförandet av den stora moskén i Córdoba 785 blev början på en islamisk arkitekturtradition i Spanien och Nordafrika. Moskén är framför allt känd för sin dubbelvalv. Den moriska arkitekturen nådde sin höjdpunkt med uppförandet av al-Hambra, det magnifika, befästa slottet i Granada med sina spatiösa och öppna gårdar med sina ornament i rött, blått och guld. Väggarnas keramikplattor är dekorerade med stiliserade lövverk, arabisk kalligrafi och arabesker.

### Persisk
Bland de första territorier som islam kom i kontakt med var Perserriket som på 600-talet hade sitt centrum på Eufrat och Tigris östra stränder. Förmodligen är det mer korrekt att säga att den islamiska arkitekturen ärvde snarare än lånade från den sasanidiska. Då al-Mansur grundade Baghdad var det efter persiska förebilder som Firouzabad av arkitekter som verkade i den persiska traditionen – Naubakht, en zoroastrisk perser, och Mashallah, en jude från Khorasan i dagens Iran. 
Minareten i moskén i Samarra är i det närmaste en kopia av spiraltornet i den forna sasanidiska huvudstaden Firouzabad, och den kom att utgöra förebilden för de islamiska minareterna över hela världen. I moskén finns också en bred hypostyl med rader av kolonner som bär upp spiraltornet ovanför.

### Timuridisk
Den timuridiska arkitekturen är den främsta islamiska konsten i Centralasien med de monumentala byggnaderna som Timur Lenk och hans efterträdare lät uppföra i Samarkand och Herat. Den timuridiska arkitekturen började med 
Ahmed Yasawis mausoleum i dagens Kazakstan och kulminerade med Tumirs mausoleum Gur-e Amir i Samarkand. Utmärkande för denna gren av den islamiska arkitekturen är axialiteten i verk som till exempel Shah-e Zendah i Samarkand och moskén Gowhar Shad i Meshed. De dubbla kupolerna med sina varierande former är utvändigt dekorerade med keramikplattor i klara färger. 
Den timuridiska arkitekturen fick stort inflytande i Indien och ledde till den moguliska arkitekturens framväxt.

### Mogulsk

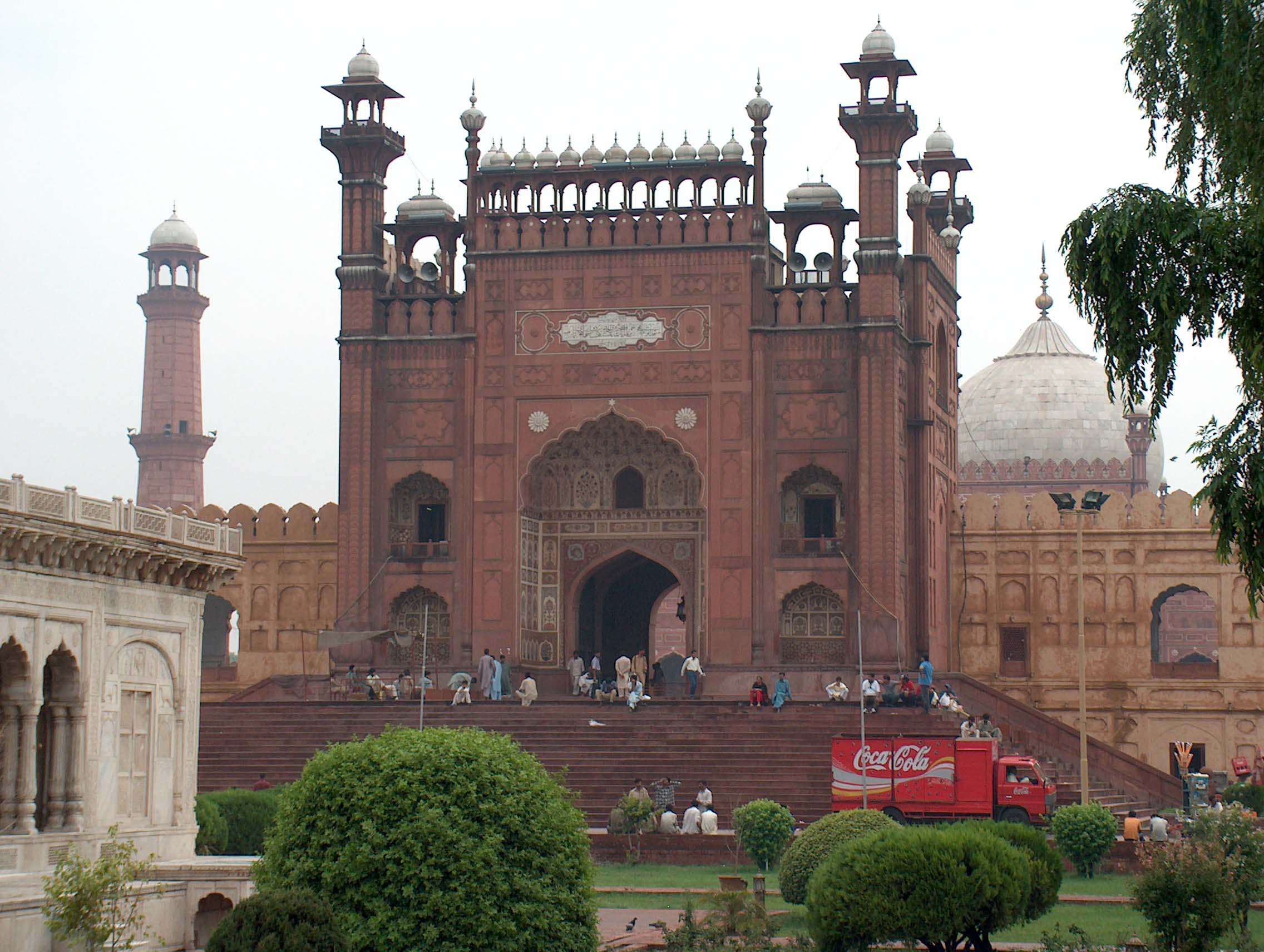
Badshahimoskén i Lahore, Pakistan

Den moguliska arkitekturen i Indien under 1500-talet var en blandning av hinduiska och islamiska stilelement. Akbar den store lät uppföra in kungliga huvudstad Fatehpur Sikri omkring 40 km norr om dagens Agra i slutet av 1500-talet. Det mest berömda byggnadsverket är utan tvekan det vackra mausoleet Taj Mahal ("tårar för evigheten") som stod färdigt 1648 och uppfördes av Shah Jahan till minne av sin hustru som avled efter att ha fött deras fjortonde barn. Alla ädelstenar och halvädelstenar och all den vita marmor som projektet slukade höll på att dra hela riket ned i fördärvet. Byggnadsverket följer den stränga symmetri som mogulerna ärvt från timuriderna, sånär som på Shah Jahans egen grav som placerats asymmetriskt under kryptans golv. Symmetrin var tänkt att fortsätta bort till en moské i röd sandsten och därifrån vidare ända bort till Mekka.

### Osmansk
Den osmanska arkitekturen fick sina främsta exponenter i de så kallade sultanmoskéer i Istanbul, kanske främst arkitekten Sinans i mitten av 1500-talet. De osmanska moskéerna och palatsen utgör, paradoxalt nog, höjdpunkten på den bysantinska arkitekturens grundformer, då Mehmet II införlivade det bysantinska riket i sitt, ett redan tusenårigt formspråk som fick sin början i Hagia Sofia i början av 600-talet.

## Arkitektoniska element
Arkitektoniska element inom den islamiska arkitekturen är bland annat moskéer, minareter, palats, badhus, trädgårdar, khan (handelsgårdar), mausoleum, valv, ytdekor och bönenischer. 

Umayyadmoskén, Damaskus, mosaiker och tvagningsfontänen.
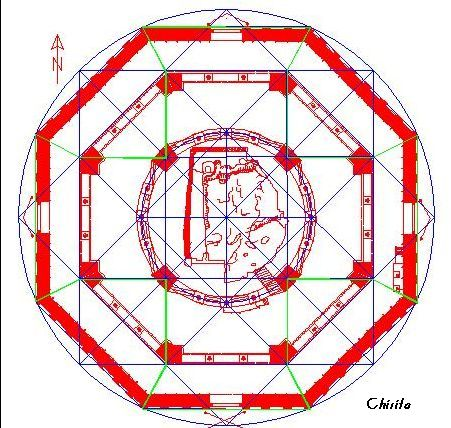
Klippdomen, plan
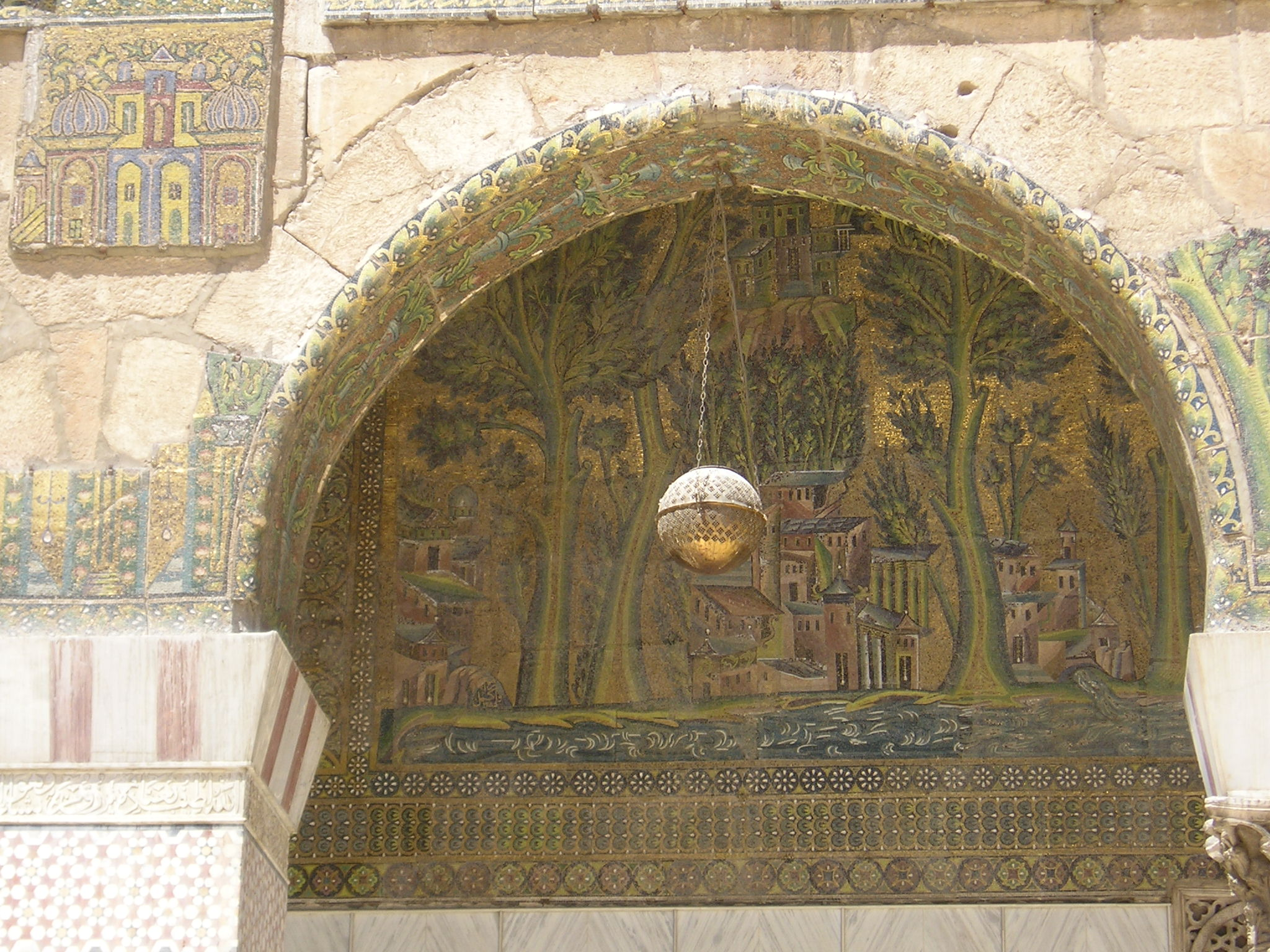
Umayyadmoskén, mosaik i väster.
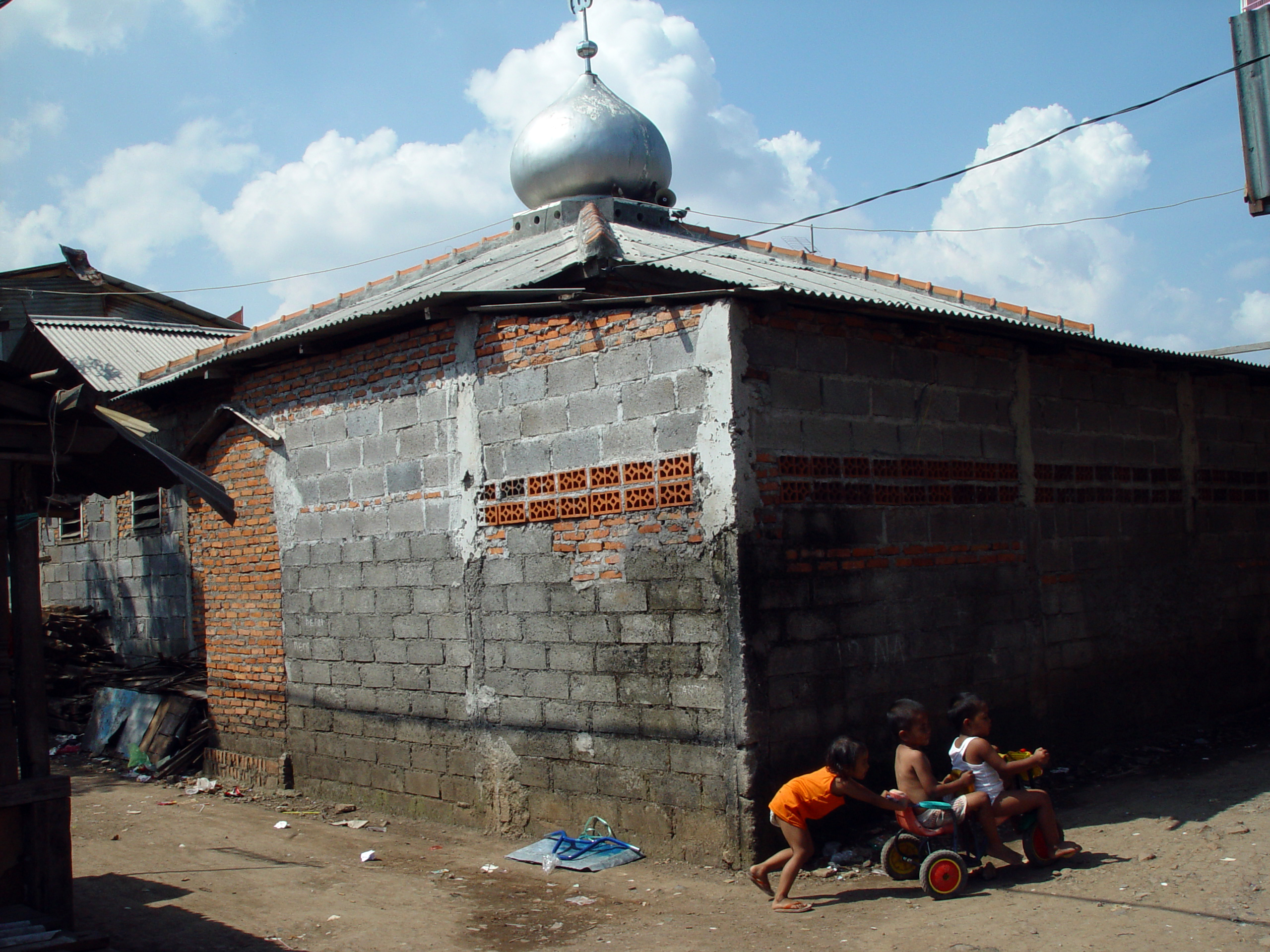
Moské i ett slumområde i Jakarta
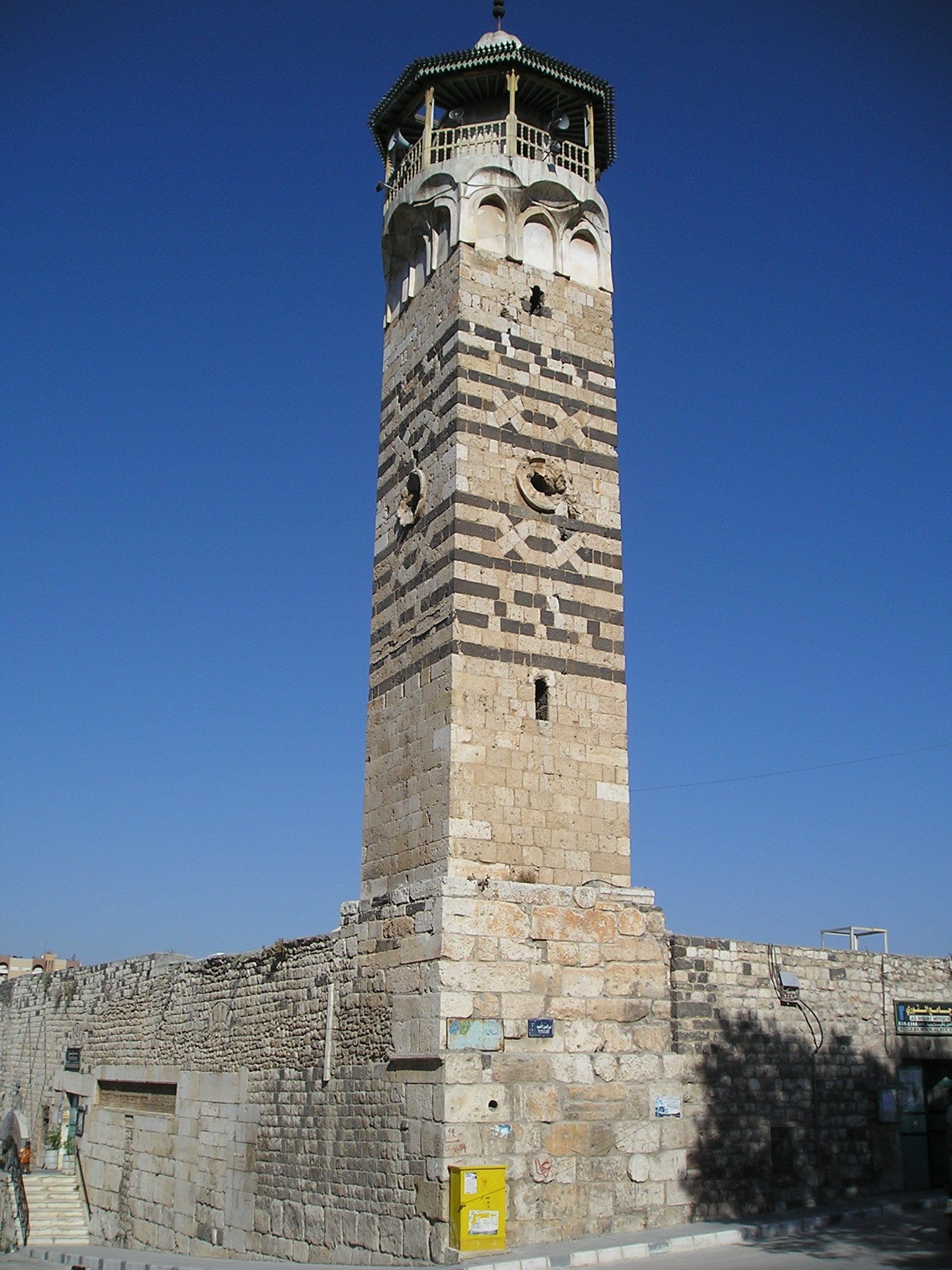
Minaret, Hama al-Nouri, Syrien
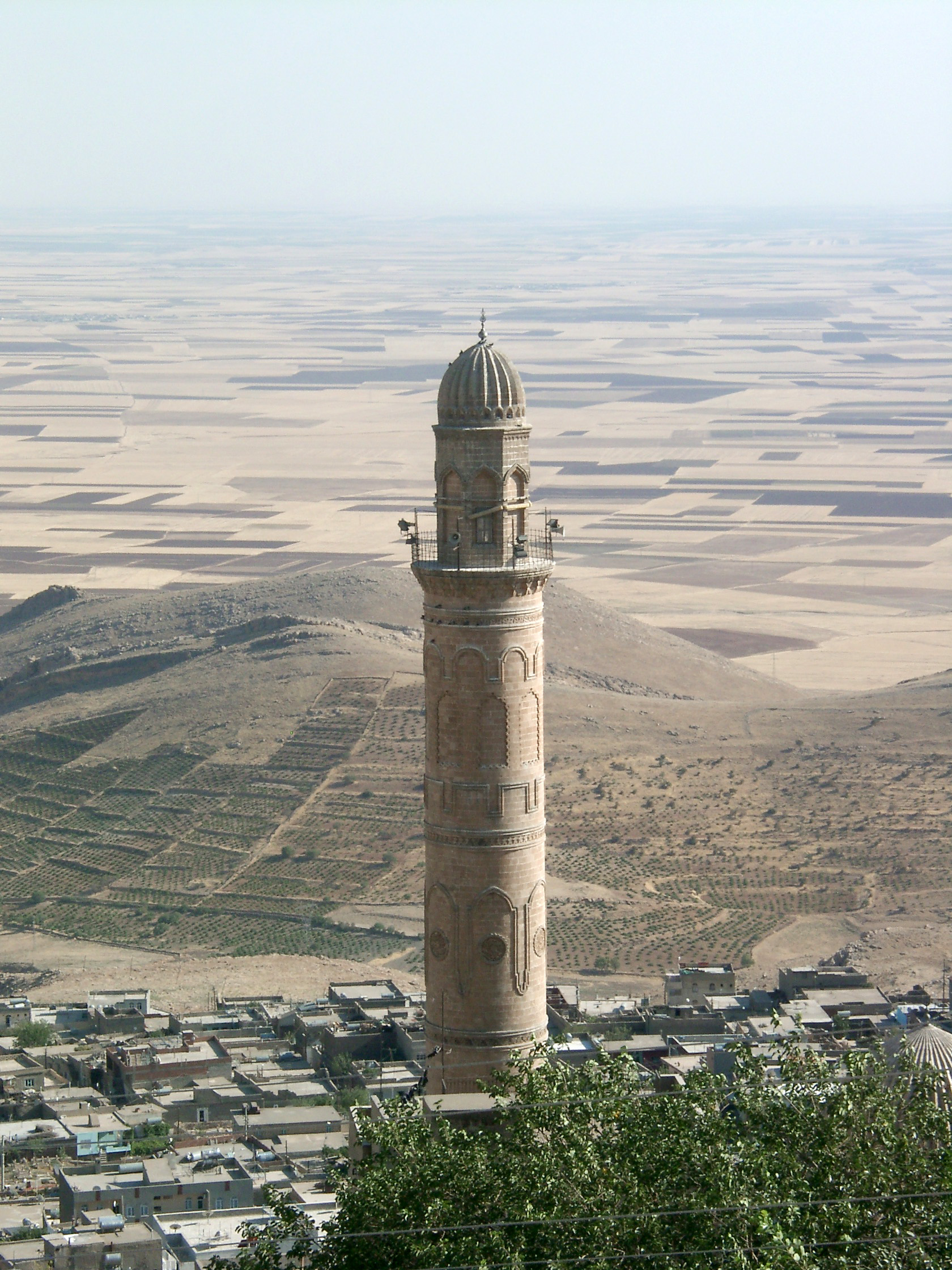
Reyhanemoskéns minaret med Mesopotamiska slättlandet i bakgrunden.
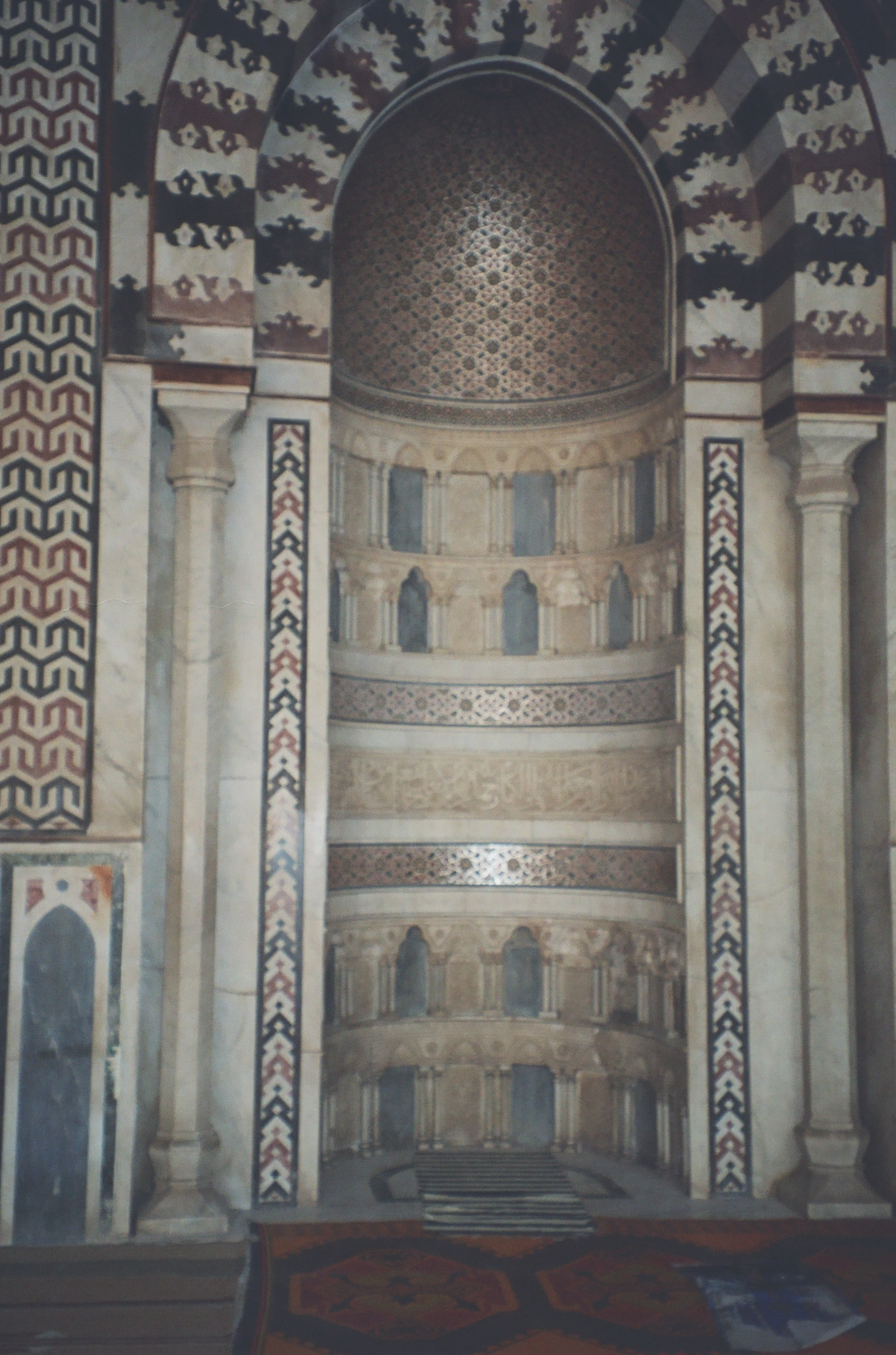
Mihrab i Egypten.
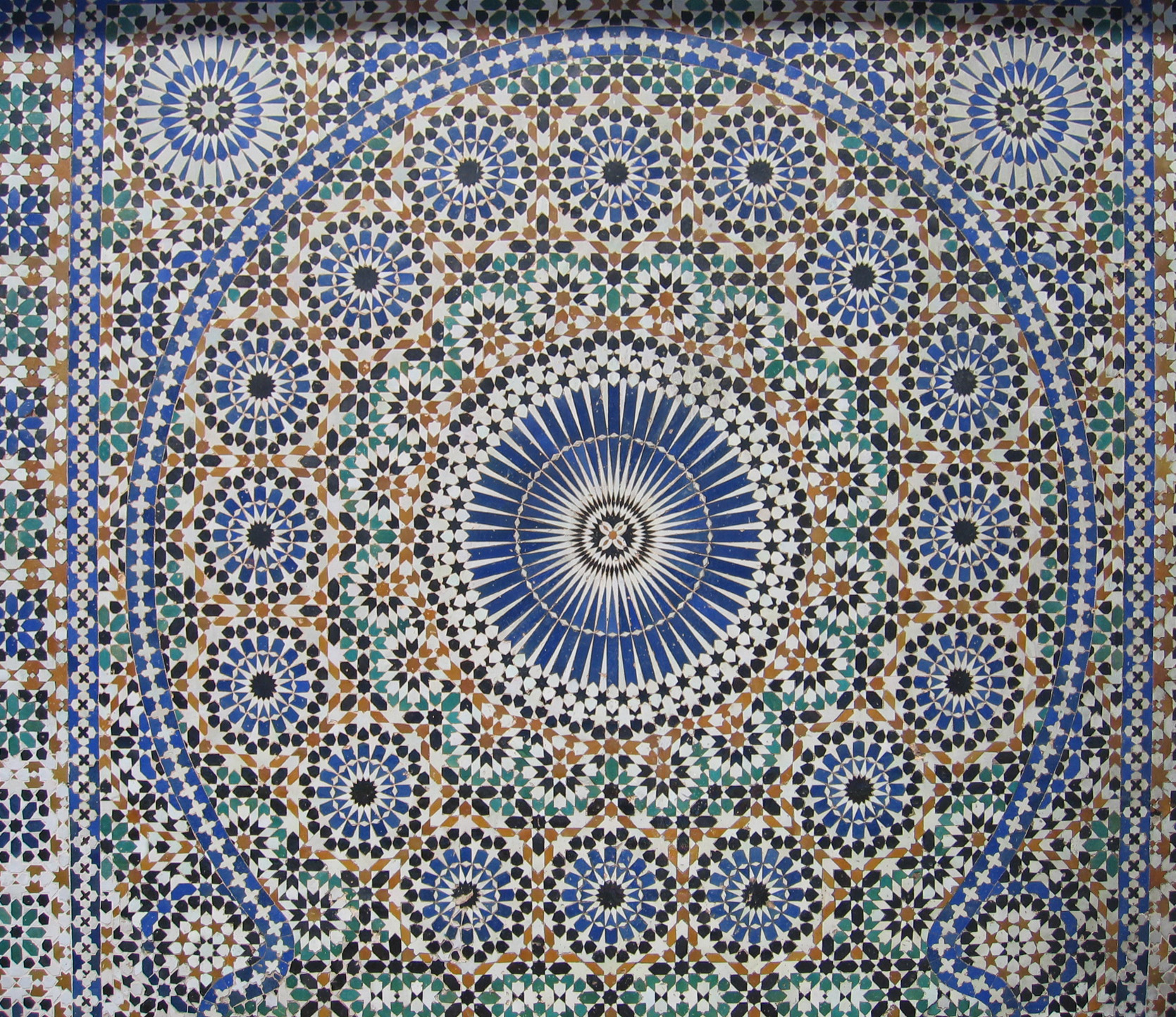
Mosaik i Meknes, Marocko
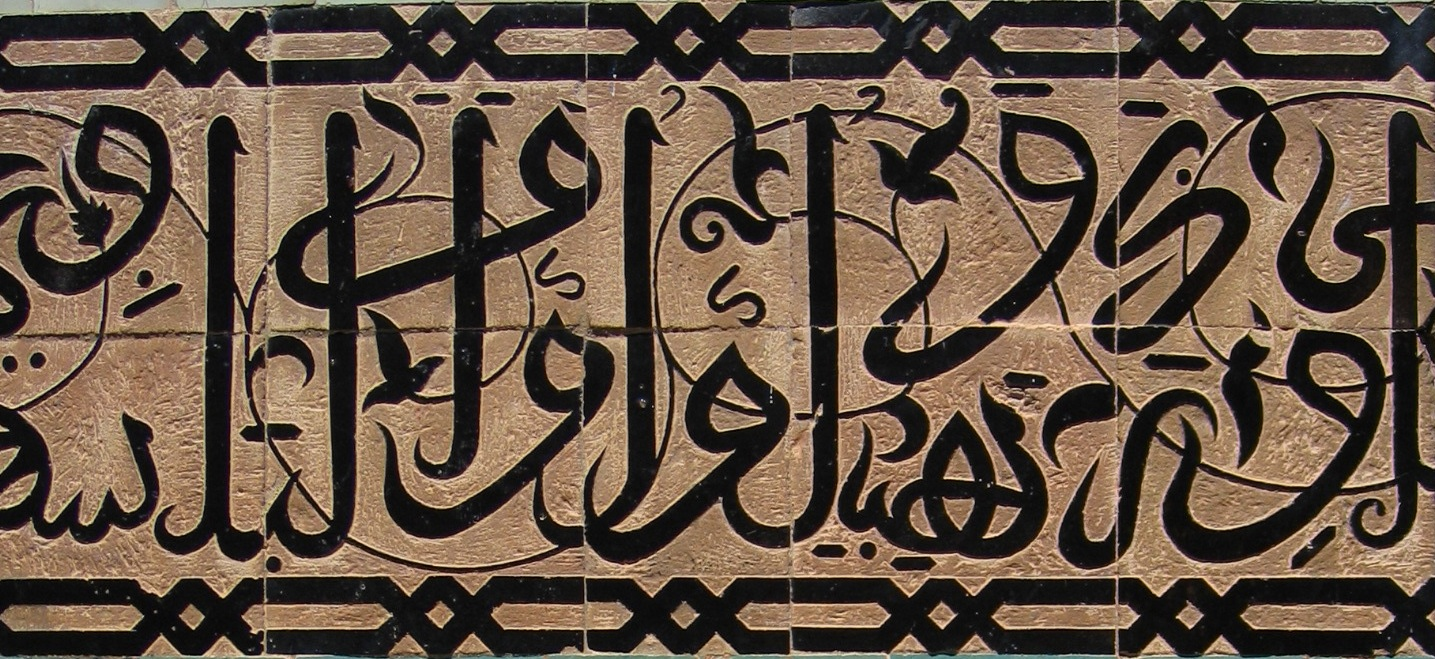
Meknes, kalligrafiskt stuckarbete, Marocko
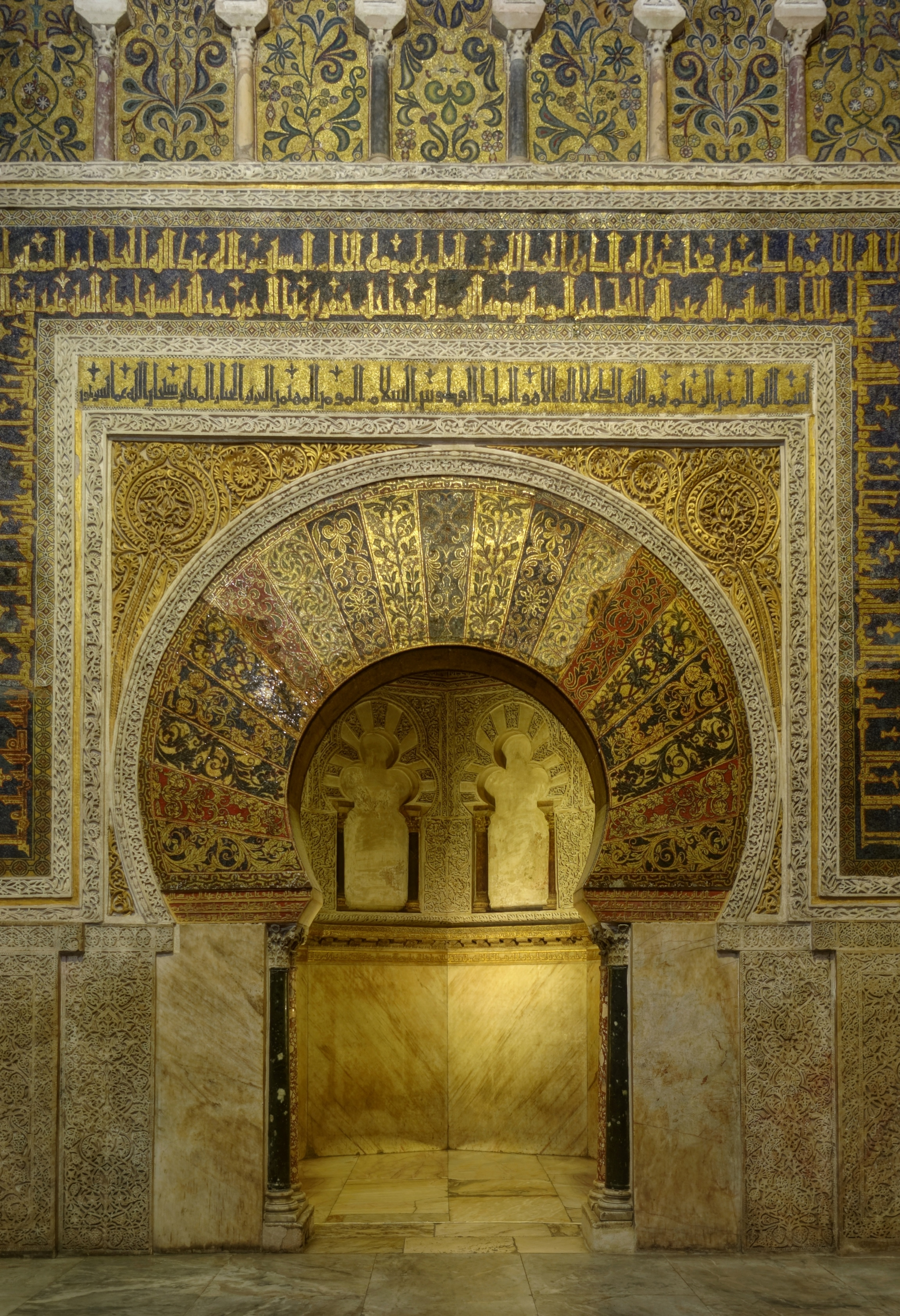
Mihraben i Córdoba
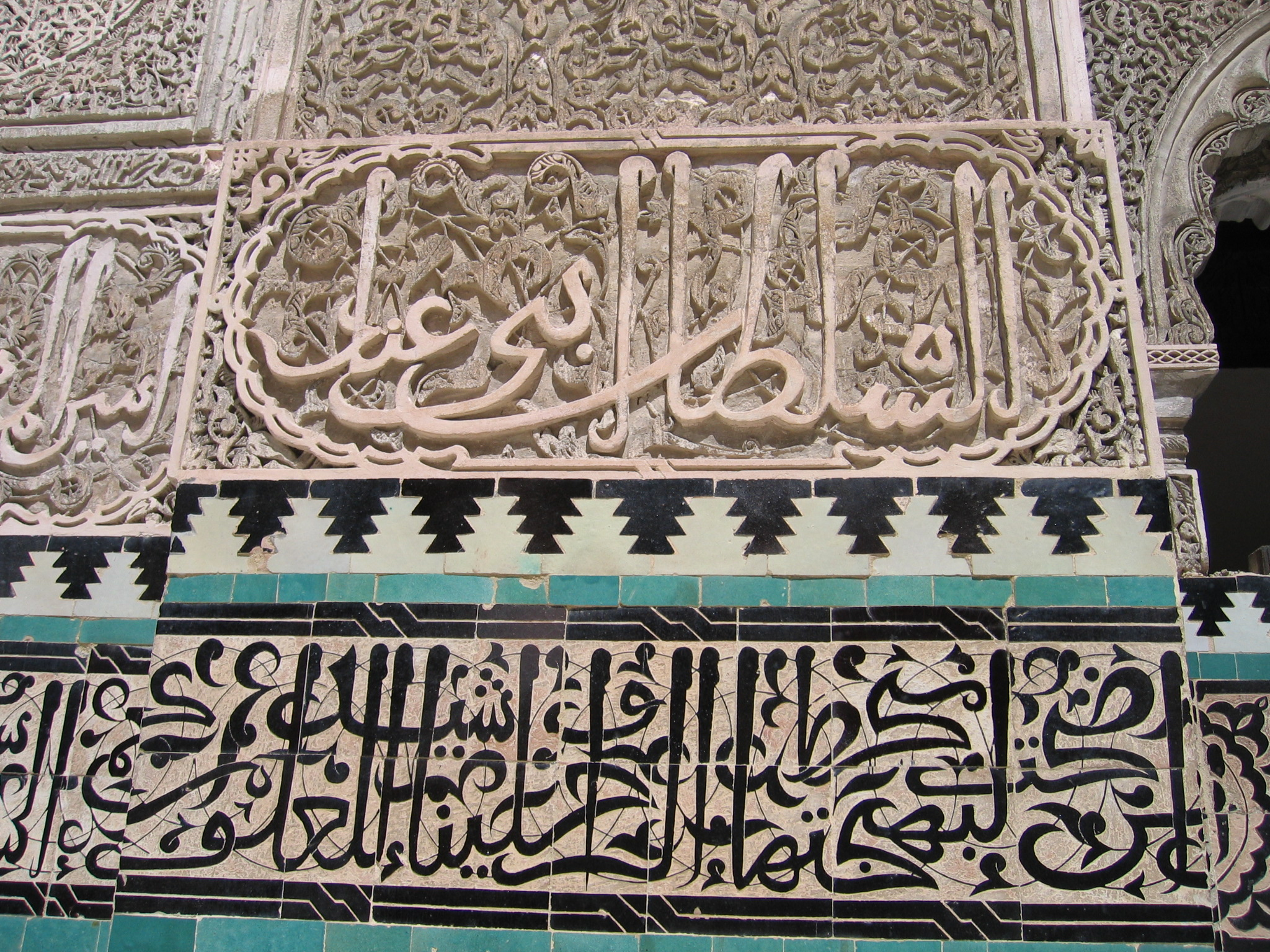
Mosaik, kalligrafi, Marocko.

## Lokala variationer

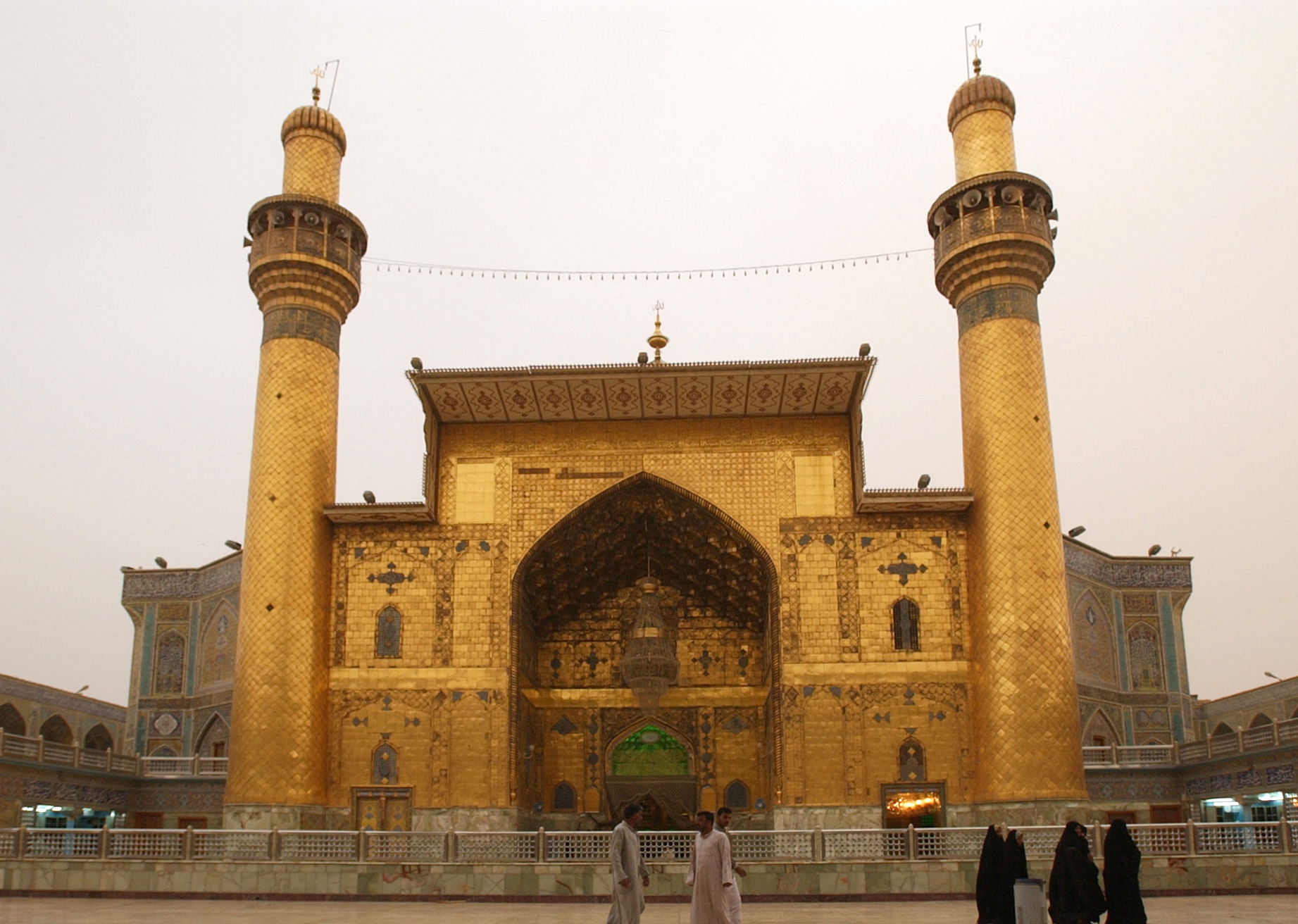
Imam Ali-moskén i Najaf i Irak
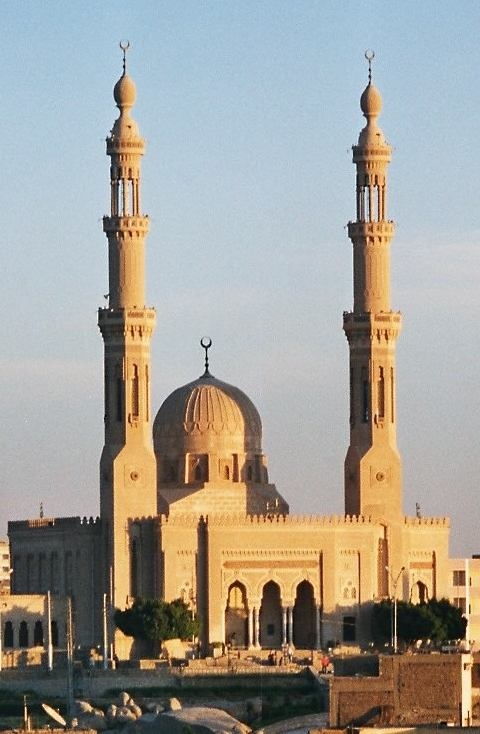
Aswanmoskén i Egypten
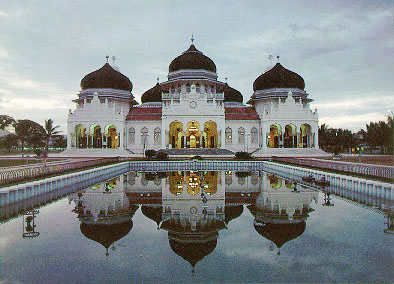
Stora moskén i Banda Aceh i Indonesien
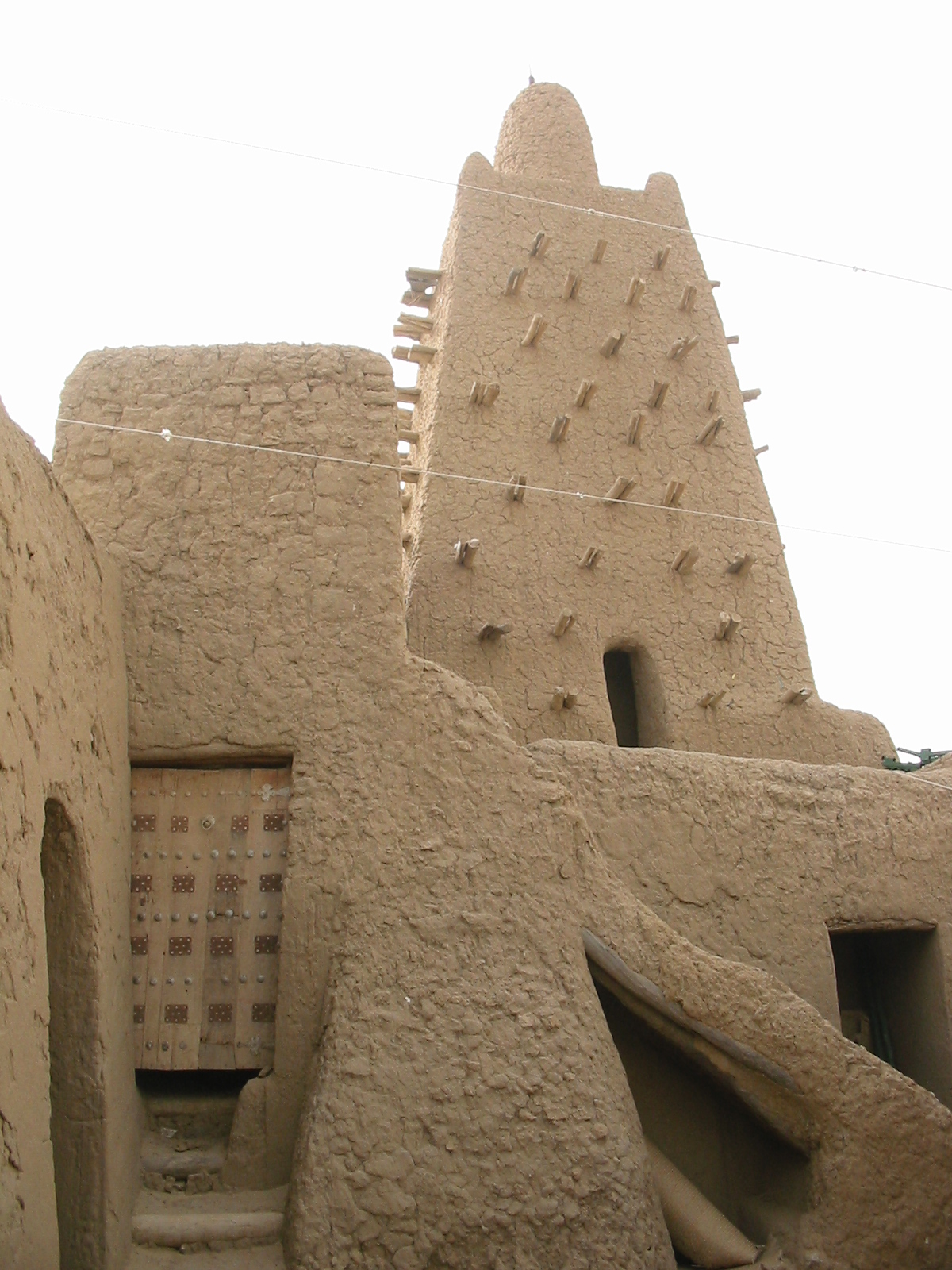
Stora moskén i Djenné i Mali
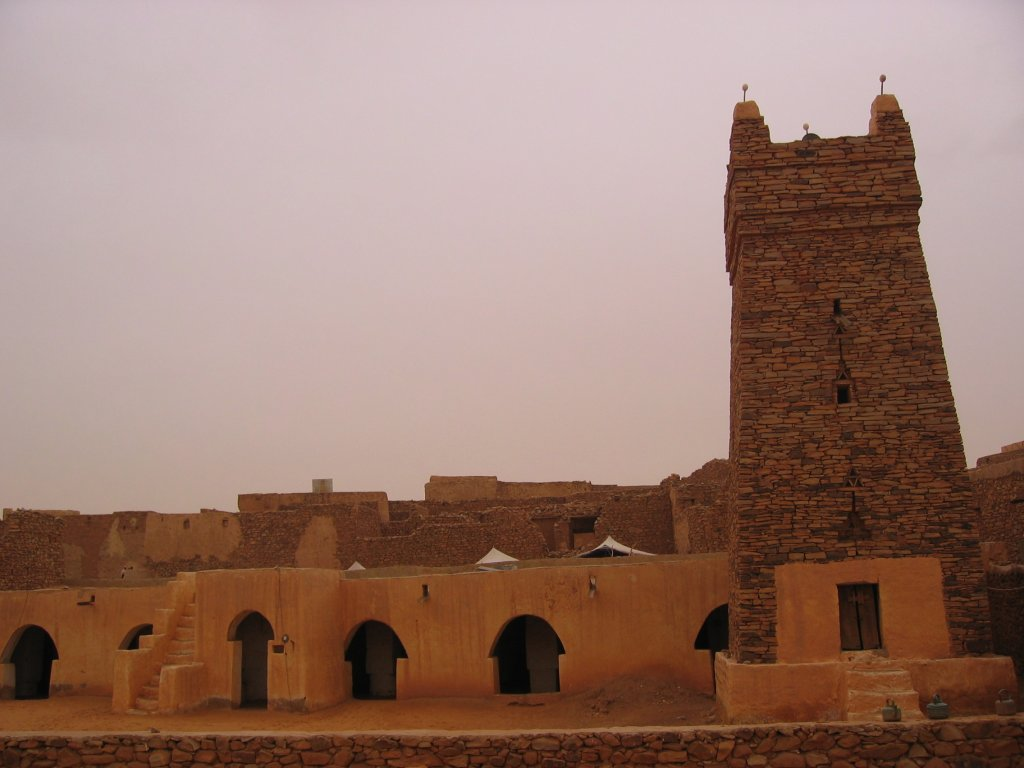
Chinguetti-moskén i Mauretanien
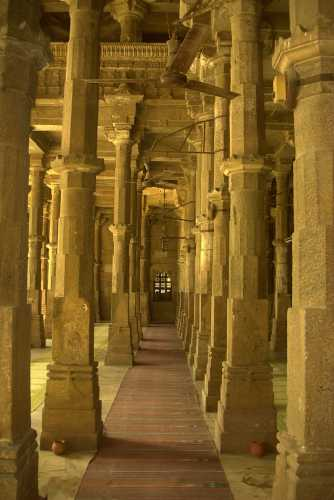
Jama Masjid i Ahmedabad i Pakistan
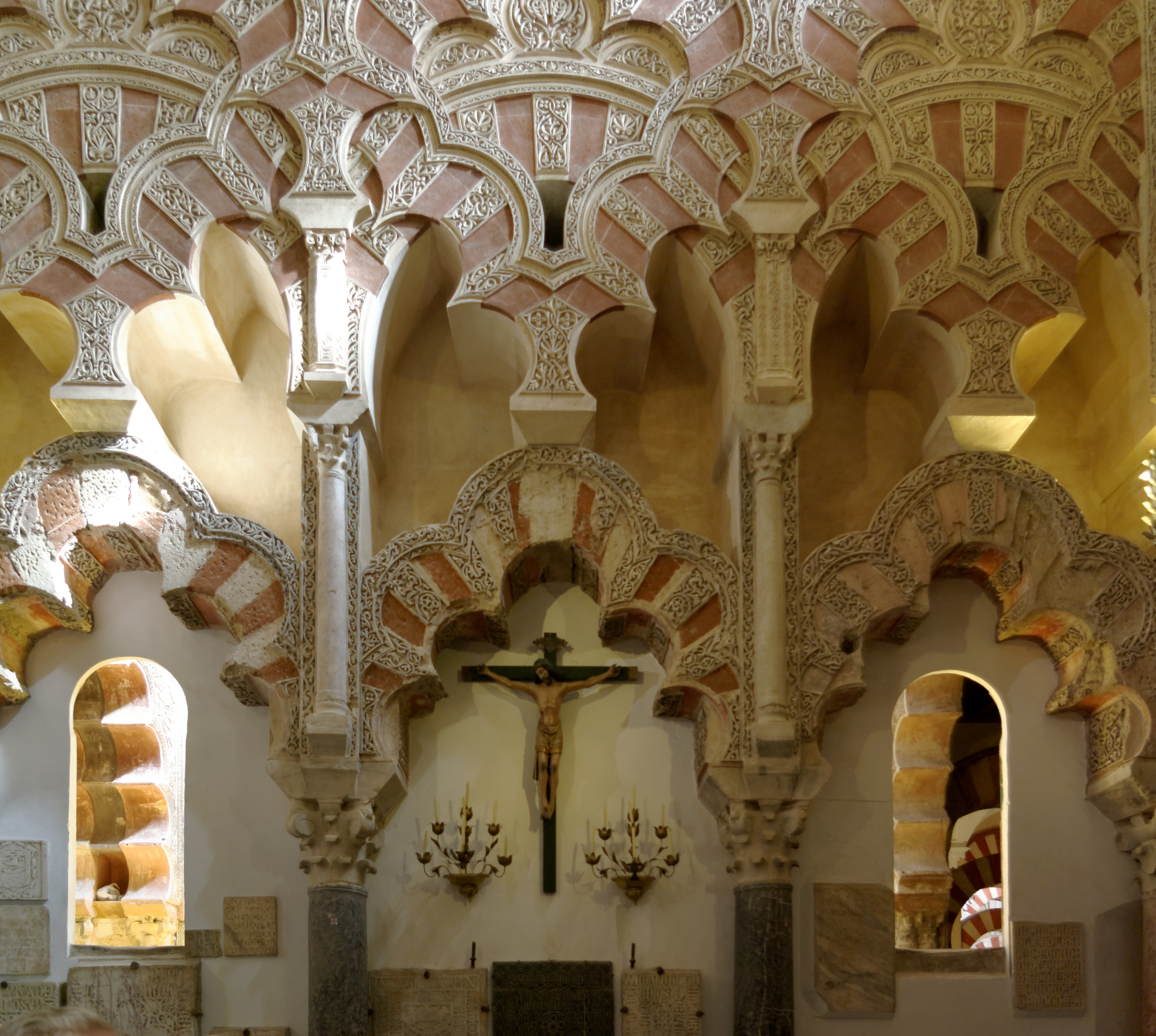
Pelarsalen i Córdoba i Spanien
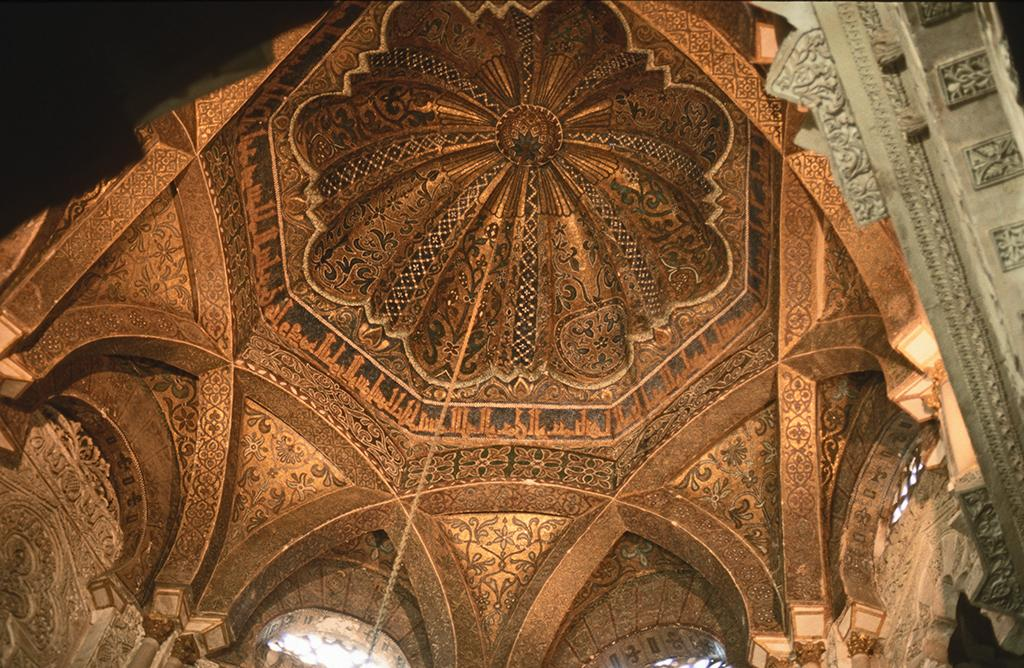
En kupol i moskén i Córdoba
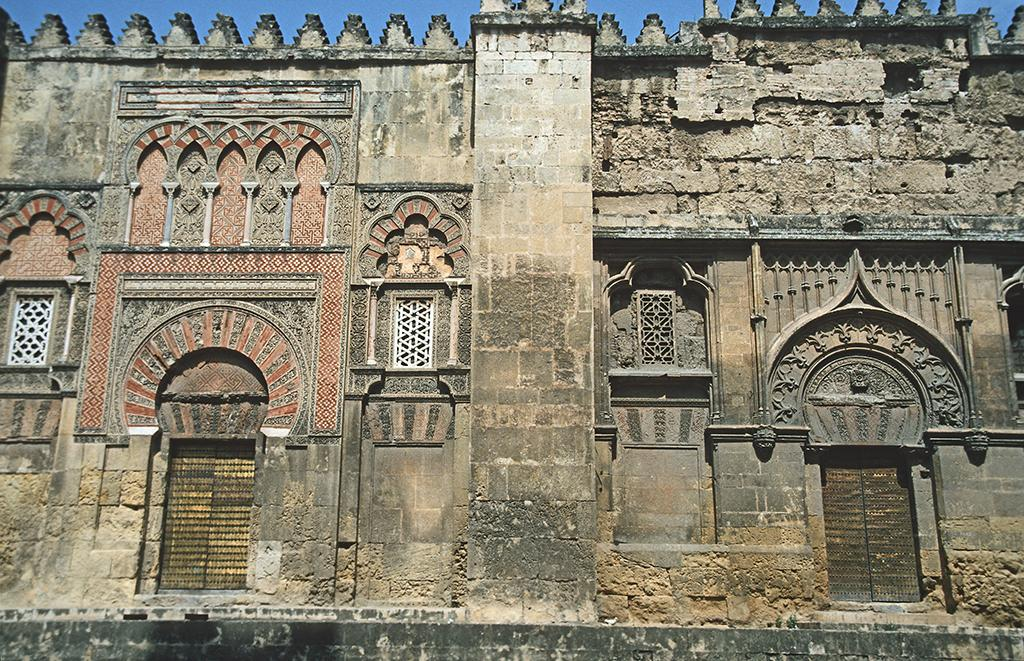
Fasad i Córdoba
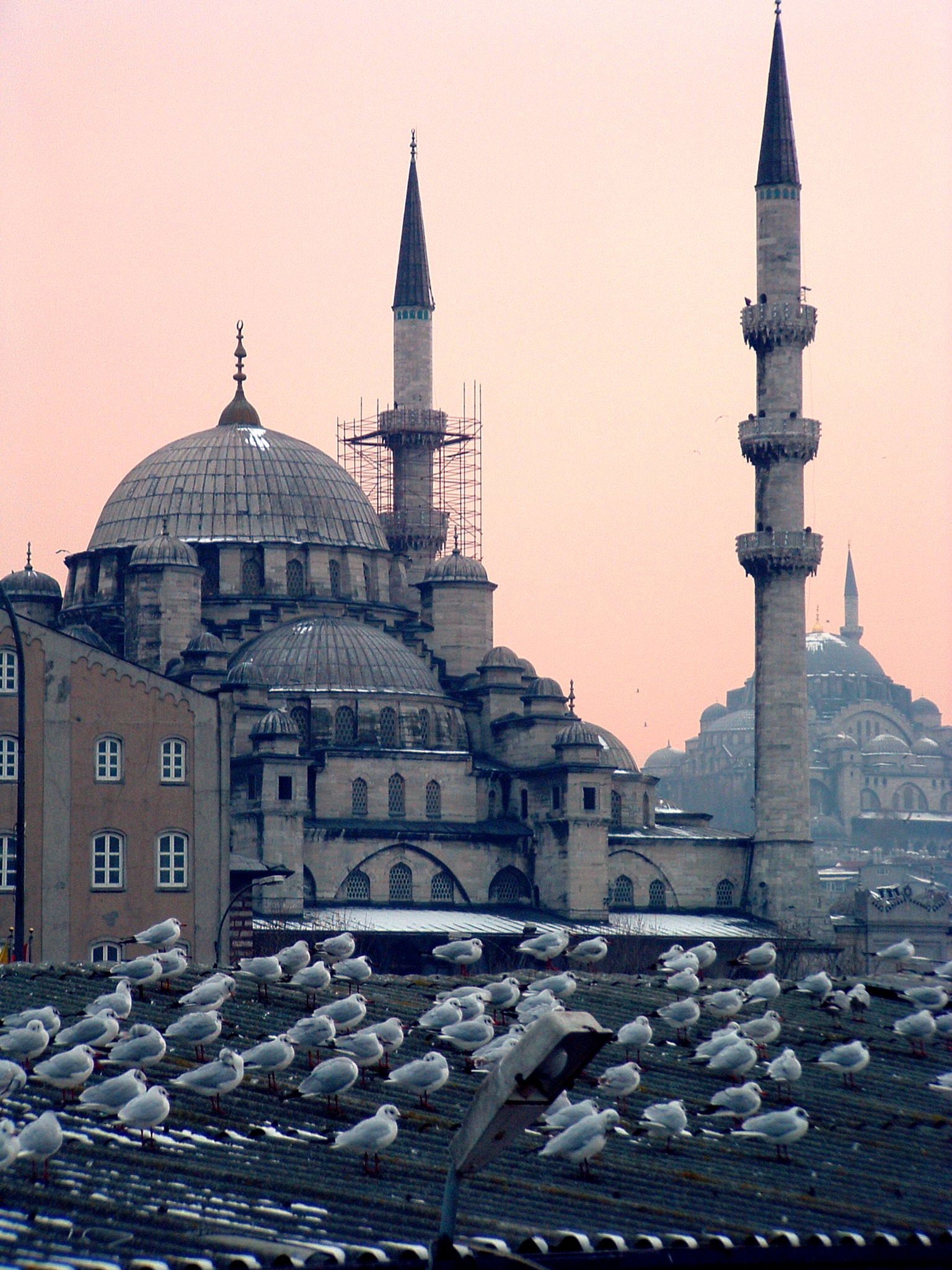
Sultanmoskéerna i Istanbul i Turkiet
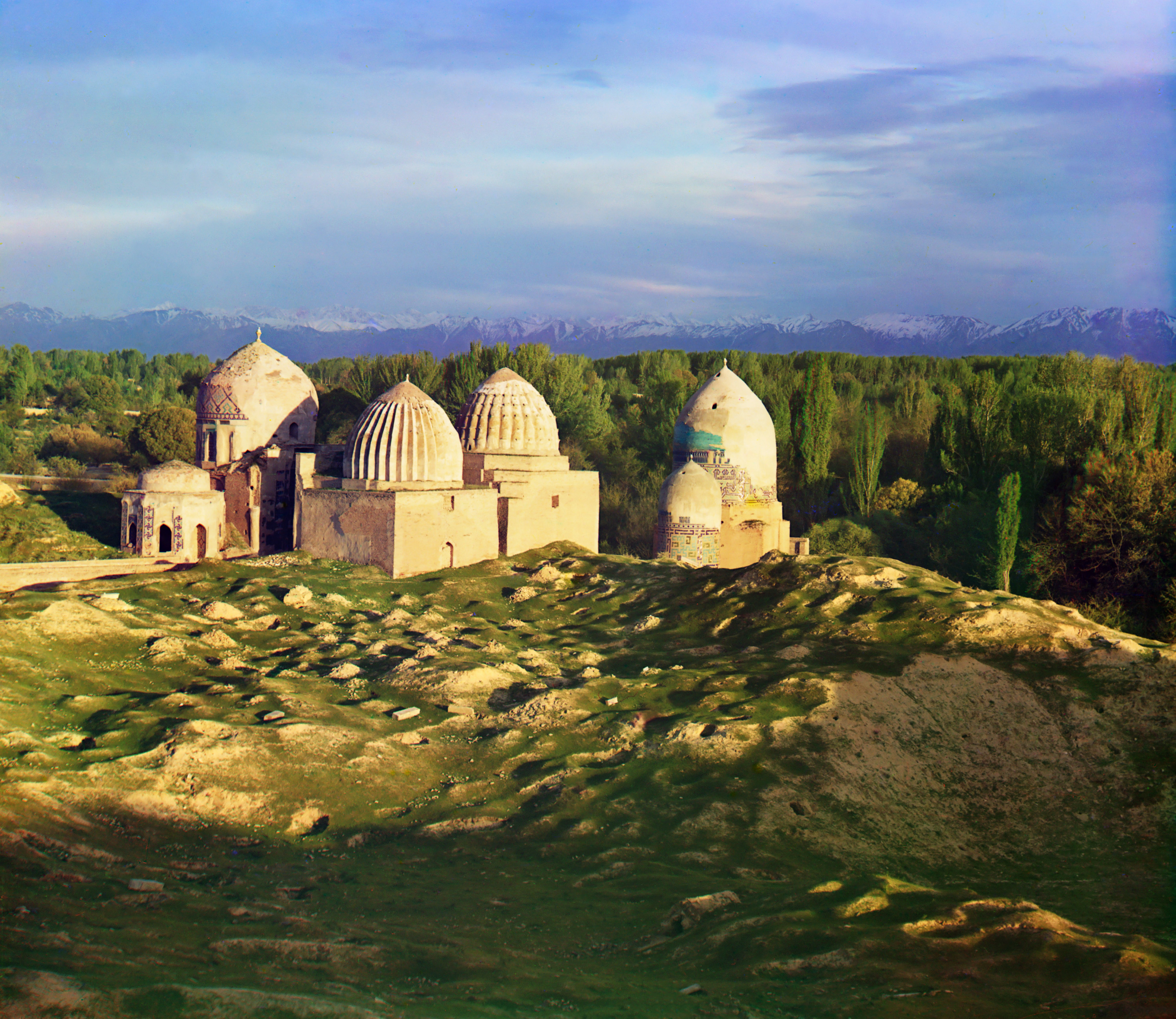
Shah-i-Zinda i Uzbekistan
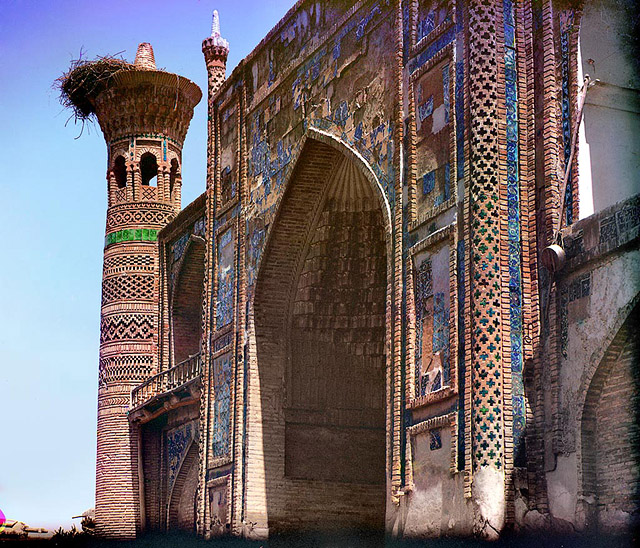
Samarkand  i Uzbekistan